# Sviščaki
Sviščaki so počitniško naselje v osrčju Snežniških gozdov in preval/prelaz (v bližini prelaza Snežnik, 1260 m, ki leži nekaj km naprej proti Mašunu). Ležijo na nadmorski višini 1242 metrov na cestni povezavi med Ilirsko Bistrico in Ložem. Sviščaki so znani kot izhodišče za vzpon na Snežnik. Ob planinskem domu na Sviščakih se je razvilo manjše smučišče.